# Vrij Nederland
Vrij Nederland est un hebdomadaire néerlandais.

## Histoire

### Sous l’occupation allemande
Vrij Nederland est fondé en 1940, pendant l’occupation allemande des Pays-Bas lors de la Seconde Guerre mondiale, par un groupe de jeunes protestants néerlandais menés par Frans Hofker, un employé de compagnie téléphonique âgé de 20 ans. Le premier numéro paraît début septembre, mais est antidaté au 31 août, qui correspond à l’anniversaire de la reine Wilhelmine. Il est alors tiré à 1 000 exemplaires. En octobre de cette année, le groupe prend contact avec le comptable Jan Kassies et le professeur Kees Troost, qui avaient déjà participé à la diffusion de journaux anti-allemands, et leur transmet le nouveau journal clandestin. Hofker et ses amis continuent de travailler à la distribution, mais Hofker et Kassies font partie des 65 employés arrêtés au début de l’année 1941. 
Deux participants ayant échappé à l’arrestation, Anne Henk Kooistra et Wim Speelman, décident de continuer à publier le journal, et engagent Henk van Randwijk (directeur de l’école où Kooistra était professeur) comme rédacteur en chef. Pendant cette période éclatent des différends sur l’orientation politique à suivre : la rédactrice Gesina van der Molen souhaite mieux traiter les motivations chrétiennes de la résistance, tandis que van Randwijk préfère promouvoir le communisme. Elle finit par quitter Vrij Nederland pour aider à la fondation de Trouw, un autre journal clandestin, qui deviendra après la guerre un quotidien généraliste. Elle est suivie dans ce mouvement par Speelman. Néanmoins, il ne s’agit pas de la cause majeure de déclin du personnel jusqu’à la fin de la guerre, puisqu’en tout 74 employés sont exécutés sous l’occupation.

### Après la fin de la guerre
À la sortie de la guerre, les parutions de Vrij Nederland s’enchaînent, avec l’arrivée en 1948 de Johann Winkler comme second rédacteur en chef. Le journal se positionne d’abord contre les guerres coloniales en Indonésie. Le tirage d’environ 109 000 exemplaires à la fin de la guerre baisse rapidement, et une fusion avec le magazine De Groene Amsterdammer, de sensibilité politique proche, est envisagée. Elle tourne court pour plusieurs raisons, notamment le départ de van Randwijk du poste de rédacteur en chef en 1950, et le fait que seul un des deux propriétaires du Groene Amsterdammer y participe, en partie à cause de grève et d’instabilité dans sa rédaction. Vrij Nederland survit alors grâce au soutien du quotidien Het Parool et de l’éditeur De Arbeiderspers, qui prend en charge le journal, lui permettant de poursuivre son activité au prix de pertes financières importantes. Van Randwijk quitte le poste de rédacteur en chef, mais reste rédacteur jusqu’en 1952. Il part définitivement lorsqu’un de ses articles sur une troisième option entre le bloc de l’est et celui de l’ouest est refusé. Winkler quitte le poste de rédacteur en chef en 1955, alors que le tirage du journal s’est écroulé à 19 000 exemplaires.
Il est remplacé au 1er avril 1955 par Mathieu Smedts, un journaliste catholique renommé qui a quitté De Volkskrant. Il amène avec lui des journalistes qui contribueront à façonner Vrij Nederland. Le journal change d’éditeur en 1965 pour rejoindre Weekbladspers. Les mouvements sociaux des années 1960 sont repris dans le détail par les rédacteurs, ce qui permet au journal de gagner en importance pour les lecteurs de gauche. Smedts quitte la rédaction le 1er mars 1969, après un article de Joop van Tijn au sujet du licenciement de Wim Hora Adema, rédacteur de Het Parool, par le rédacteur en chef Sandberg. Après avoir demandé des excuses en une, Smedts licencie toute la rédaction. À la suite d'une médiation, la rédaction fait marche arrière, mais Smedts persiste, et est remplacé par Rinus Ferdinandusse.
Ferdinandusse peut compter sur le succès de son prédécesseur, et un record de tirage est atteint en 1978 avec 117 000 exemplaires. Même si le tirage se réduit ensuite, Vrij Nederland reste à son départ en 1996 un journal à l’importance significative. Joop van Tijn est entre-temps devenu co-rédacteur en chef en 1991, et le reste jusqu’à sa mort en 1997. Dans les années 1990, le journal se transforme peu à peu en magazine, et les bouleversements de la presse au début des années 2000 avec l’avènement de l’information sur Internet n’épargnent pas Vrij Nederland, qui voit à nouveau son tirage chuter nettement. Le successeur de van Tijn, Oscar Garschagen, cède sa place en 2000 à Xandra Schutte et rejoint l’Algemeen Dagblad. Schutte devient ainsi la première femme rédactrice en chef d’un hebdomadaire politique néerlandais. Elle quitte la rédaction en 2004, à la suite de la publication d’e-mails échangés avec l’éditeur Jan Hendrik Schoo dans lesquels elle émet des avis négatifs sur dix journalistes nommés explicitement. Emile Fallaux prend sa suite, avec 40 ans d’expérience en tant que journaliste. Si les pertes de tirage se réduisent, le journal ne parvient pas à inverser la tendance. Fallaux transmet en 2008 le poste de rédacteur en chef à Frits van Exter, qui a déjà occupé ces fonctions pour Trouw, entre autres.

### Présence sur Internet
Vrij Nederland établit sa présence en ligne en 2003, soit 9 ans après son concurrent De Groene Amsterdammer, mais avant Elsevier et HP/De Tijd, qui suivront un an plus tard. Des contenus audio et vidéo sont proposés, mais ils sont moins réguliers et moins bien intégrés que ceux offerts par les quotidiens nationaux.

## Rédacteurs

### Rédacteurs en chef
| Rédacteur en chef   | Début d’activité | Fin d’activité  |
| ------------------- | ---------------- | --------------- |
| Henk van Randwijk   | 1941             | 1950            |
| Johann Winkler      | 1948             | 1955            |
| Mathieu Smedts      | 1955             | 1969            |
| Rinus Ferdinandusse | 1969             | 1996            |
| Joop van Tijn       | 1991             | 1997            |
| Oscar Garschagen    | 1998             | 2000            |
| Xandra Schutte      | 2000             | 2004            |
| Emile Fallaux       | 2005             | 2008            |
| Frits van Exter     | 2008             | encore en cours |

### Autres rédacteurs connus
- Le futur premier ministre Joop den Uyl occupe les fonctions de rédacteur en chef adjoint et de responsable de la politique intérieure de novembre 1945 à décembre 1948.
- Bibeb, une journaliste néerlandaise, est pendant plusieurs décennies un des fleurons du journal pour ses interviews très détaillées.